# Gaius Suetonius Paulinus

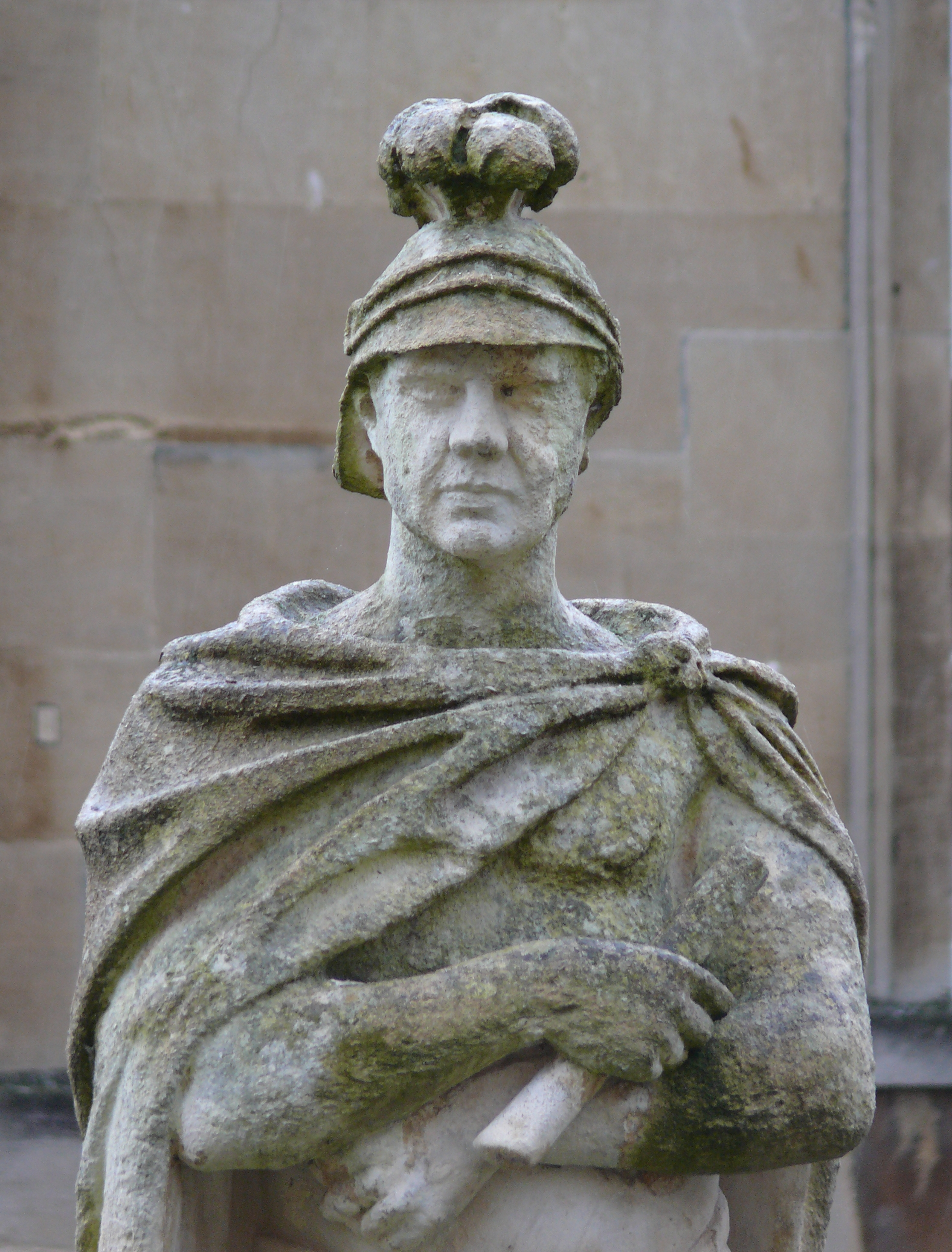
Gaius Suetonius Paulinus

Gaius Suetonius Paulinus, ook wel Paullinus gespeld, leefde in de eerste eeuw en was een Romeins legeraanvoerder, een gelijkwaardige rang van de latere generaal, die bekend werd als de bevelhebber die de opstand van Boudicca neersloeg.

## Carrière

### Expeditie in de Sahara
Na praetor te zijn geweest, werd hij in 41 n.Chr als legatus legionis in Mauretania benoemd met als doel daar een opstand te onderdrukken. Hij was de eerste Romein die het Atlasgebergte overstak en Plinius de Oudere citeert zijn beschrijving van het gebied in zijn Naturalis Historia.
Hij bereikte gebieden nabij de rivier de Niger (waarschijnlijk het huidige noorden van Mali), waar hij zwarte stammen aantrof.

In het jaar 41 na Christus was Suetonius Paullinus, die later consul werd, de eerste der Romeinse veldheren, die een leger over het Atlasgebergte leidde. Na een mars van tien dagen bereikte hij de top – die zelfs in de zomer met sneeuw was bedekt. Van daar bereikte hij na het passeren van een woestijn van zwart zand en verbrande rotsen een rivier, die de Ger wordt genoemd ... vervolgens drong hij het land van de Canarii en Perorsi binnen. De Canarii bewoonden een boomrijke streek die rijk was aan olifanten en slangen. De Perorsi waren Ethiopiërs, die niet ver van de Pharusii en de rivier de Daras (de huidige rivier de Sénégal) leefden.

Suetonius Paulinus was met zijn expeditie ten zuiden van het Atlasgebergte een van de eerste Europese ontdekkingsreizigers in het Afrika bezuiden de Sahara.

### Gouverneur van de Romeins Brittannië
In 59 werd hij tot gouverneur van Britannia benoemd, dit ter vervanging van Quintus Veranius, die in functie was overleden. Hij nam Veranius' agressief beleid over om de stammen van het moderne Wales te onderwerpen. De eerste twee jaar was hij hier succesvol in. Zijn reputatie als generaal was bijna net zo goed of misschien zelfs beter dan als van Gnaeus Domitius Corbulo. Twee toekomstige gouverneurs van Britannia dienden onder hem: Quintus Petillius Cerialis als legaat van Legio IX Hispana en Gnaeus Julius Agricola als een militaire tribuun, die was toegevoegd aan II Augusta, maar die gedetacheerd was bij de staf van Suetonius.
In 61 voerde Suetonius een aanval uit op het eiland Mona (Anglesey), een toevluchtsoord voor Britse voortvluchtigen en een bolwerk van de druïden. De stammen van het zuidoosten maakten echter gebruik van zijn afwezigheid en organiseerden een opstand, die werd geleid door koningin Boudica van de Iceni. De colonia van Camulodunum (Colchester) werd vernietigd, waarbij de inwoners werden gemarteld, verkracht en vermoord. Petillius Cerialis' legioen werd vernietigend verslagen. Suetonius kwam nu tot een overeenkomst met de machthebbers van Mona, waarna hij langs de Romeinse weg van Watling Street naar Londinium (Londen), het volgende doelwit van de rebellen, marcheerde. Daar oordeelde Suetonius dat hij niet over de benodigde manschappen beschikte om deze stad te verdedigen. Hij liet het leger zich uit de stad terugtrekken. De Britten vernietigden daarna de stad, de inwoners van Londinium ondergingen hetzelfde lot als die van Camulodunum. Hierna moesten ook de inwoners van Verulamium (St Albans) er aan geloven.
Suetonius hergroepeerde zijn troepen: de XIV Gemina, een aantal detachementen van XX Valeria Victrix, en alle beschikbare hulptroepen. De II Augusta, die in Exeter was gelegerd, was beschikbaar, maar de prefect, Poenius Postumus, weigerde echter aan de oproep van Suetonius Paulinus gehoor te geven. Toch was Suetonius in staat om een leger van ongeveer tienduizend man bij elkaar te brengen. Zwaar in de minderheid (volgens Tacitus beschikten de Britten over 100.000 man, volgens Dio Cassius zelfs over 230.000 man) stonden de Romeinen echter hun mannetje. De resulterende slag van Watling Street vond op een onbekende locatie in een defilé (een nauwe kloof) plaats, waar een bos achter lag, waarschijnlijk in de West Midlands ergens langs de Watling Street – High Cross in Leicestershire en Manduessedum, in de buurt van de hedendaagse stad Atherstone in Warwickshire zijn voorgesteld als mogelijke locatie. De Romeinse tactiek en discipline over de Britse overmacht triomfeerde. De Britse vlucht werd ongelukkigerwijs belemmerd door de aanwezigheid van hun eigen families, die zij aan de rand van het slagveld in een ring van wagens hadden gestationeerd. De nederlaag ontaardde in een slachtpartij. Tacitus hoorde rapporten dat er tachtigduizend Britten zouden zijn gedood, tegenover slechts vierhonderd Romeinen. Boudica vergiftigde zichzelf. De prefect Postumus te Exeter, die zijn mannen een aandeel in de overwinning had ontnomen, voelde zich gedwongen op zijn zwaard te vallen.
Suetonius versterkte zijn leger met legionairs en hulptroepen uit Germania en voerde strafoperaties uit tegen de resterende verzetshaarden, maar dit bleek averechts te werken. De nieuwe procurator, Gaius Julius Alpinus Classicianus, uitte zijn bezorgdheid tegen de keizer Nero dat Suetonius' activiteiten alleen maar zouden leiden tot voortdurende vijandelijkheden. Er werd een onderzoekscommissie ingesteld onder leiding van Nero's vrijgelatene, Polyclitus. Men vond een excuus (Suetonius had enige schepen verloren) om hem van zijn functies te ontheffen. Suetonius Paulinus werd vervangen door de meer verzoenende Publius Petronius Turpilianus.

### Rol tijdens het vierkeizerjaar
Suetonius werd in het jaar 66 consul ordinarius. In 69, het jaar van de burgeroorlogen, die volgden op de dood van Nero (zie vierkeizerjaar), was Suetonius Paulinus een van Otho's oudere generaals en militaire adviseurs. Hij en Publius Marius Celsus versloegen Aulus Caecina Alienus, een van de Vitellius' generaals, vlak bij Cremona, maar Suetonius zou zijn manschappen niet hebben toegestaan dit voordeel uit te buiten en werd nadien van verraad beschuldigd. Toen Caecina zijn krachten kon bundelen met die van Fabius Valens, adviseerde Suetonius Otho het risico van een gevecht uit de weg te gaan, maar hij werd genegeerd, wat leidde tot de beslissende nederlaag van Otho tijdens de Eerste Slag bij Bedriacum. Suetonius Paulinus werd door troepen van Vitellius gevangengenomen. hij kreeg zijn pardon door te beweren dat hij met opzet de strijd voor Otho had verloren, iets wat vrijwel zeker onwaar was. Zijn uiteindelijke lot blijft ongewis.

## Voetnoten
1. ↑  Romeinse expeditie van Suetonius Paulinus in 50 AD
2. ↑  The journal of the Royal Geographical Society of London, Vol. 1-10. Royal Geographical Society (Groot-Brittannië). blz. 7
3. ↑  Plinius Maior, Naturalis Historia, liber V, 14-16